# Jesús nazareno (Sanlúcar de Barrameda)
La representación de Jesús Nazareno de Sanlúcar de Barrameda es una escultura realizada en madera policromada, atribuida a Francisco de Ocampo, fechada en la primera mitad del siglo XVII. Es titular de la Hermandad del Nazareno y es una de las imágenes con mayor devoción en la ciudad, conocido popularmente como el "Señor de Sanlúcar" o "Señor de la Madrugá".

## Iconografía
Nuestro Padre Jesús Nazareno es imagen de talla completa, en madera de cedro policromada, bellamente esculpidos cabeza, manos y pies, de una dulce y serena belleza.
En actitud itinerante, puesto que fue concebido para desfilar procesionalmente, encorvado por el peso de la Cruz, adelantando la pierna izquierda mientras que la derecha queda atrás en sostén, lo que permite poder recrearse en la talla de sus desnudos pies.

## Estación de penitencia
Jesús Nazareno hace Estación de Penitencia junto a Nuestra Señora de la Amargura y San Juan Evangelista, formando el cortejo de la Hermandad del Nazareno, que sale a la calle en la madrugada del Viernes Santo. Inicia el recorrido partiendo de la Basílica a partir de las 7 de la mañana, llegando a la Parroquia de Nuestra Señora de la O a las 8:20, recogiéndose a las 13:00 de la mañana.